# Katherine Tingley

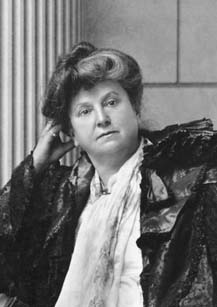
Katherine Tingley im Jahr 1906

Katherine Augusta Westcott Tingley oder kurz Madame Tingley (* 6. Juli 1847 in West Newbury bei Newburyport, Massachusetts, USA; † 11. Juli 1929 auf Visingsö, Schweden) war eine US-amerikanische Sozialreformerin, Autorin von esoterischen Werken, Theosophin und Präsidentin der Theosophischen Gesellschaft in Amerika. Häufig wurde sie kurz „K. T.“ bzw. „KT“ genannt.

## Leben

### Kindheit, Jugend und Ehe
Tingley wurde unter dem Geburtsnamen Catharine Augusta Westcott am 6. Juli 1847 in West Newbury, als eines von drei Kindern von Captain James Westcott und Susan Chase geboren. Der Vater war Hotelier, Kaufmann und Polizeidirektor der Stadt, die Familie sehr wohlhabend. Die Eltern ermöglichten ihr neben dem Besuch der Schule in Newburyport auch Privatunterricht u. a. in Gesang und Klavierspiel. 1861 zog die Familie nach Alexandria im Bundesstaat Virginia um, da der Vater dort eine Freiwilligen-Kompanie für den Einsatz im Sezessionskrieg auf Seiten der Union aufzubauen hatte. Kurze Zeit besuchte sie eine Schule im katholischen Kloster Villa Marie in Montréal. Nach Austritt aus dem Kloster soll sie in den 1870er-Jahren eine Zeitlang als Schauspielerin bei einem Wandertheater gearbeitet haben, genaueres ist aus dieser Zeit nicht bekannt. Etwa um 1870 heiratete sie einen Drucker namens Henry Cook, mit ihm adoptierte sie vermutlich ein Kind, doch bereits zwei Monate später wurde die Ehe geschieden. Etwa um 1880 heiratete sie einen Bahnhofsaufseher namens George Parent und adoptierte weitere zwei Kinder. Eines der Kinder gab sie später den leiblichen Eltern wieder zurück, ein weiteres starb, das dritte Kind soll bis etwa 1895 bei Tingley gelebt haben, dann verlieren sich seine Spuren. Auch die Verbindung mit George Parent hielt nur kurze Zeit und ging dann zu Bruch. In den 1880er-Jahren zog sie nach New York und ehelichte dort im Frühjahr 1888 den Erfinder Philo B. Tingley, diese Beziehung hielt, wenn sie auch in späteren Jahren getrennt lebten, blieb jedoch ebenso kinderlos.

### Im Dienste der Wohlfahrt
Als 14-Jährige wurde Tingley in Virginia, im Juni 1862, erstmals mit dem Elend des Krieges konfrontiert, als sie verwundete und hungernde Soldaten aus dem Sieben-Tage-Feldzug beobachtete. Spontan forderte sie ihre Mutter auf, und gemeinsam brachten sie den Soldaten die im Haus lagernden Lebensmittel, dies war der Beginn ihres sozialen Engagements. Als während ihrer Klosterzeit in Montréal in einer Nachbarstadt ein Brand zahlreiche Menschen obdachlos machte, rief sie mit anderen Klosterschwestern eine Wohltätigkeitsorganisation für die vom Feuer betroffenen ins Leben. Von ihrem Haus in New York ausgehend, gründete sie in der Zeit von 1887 bis 1894 zahlreiche Obdachlosenheime, Armenhausspeisungen, Wohlfahrtsvereine, Krankenanstalten und Frauenhäuser. Sie selbst, und die Mitglieder der von ihr 1887 gegründeten Ladies Society of Mercy (Gesellschaft der barmherzigen Frauen), besuchten Gefängnisse, pflegten Verwundete, trösteten Sterbende und riefen Hilfsaktionen für Notleidende und benachteiligte Menschen ins Leben. Derartiges war für die damalige Zeit nicht selbstverständlich und noch dazu für eine Frau sehr ungewöhnlich. Bei ihren Aktivitäten zeigte sie ein bemerkenswertes Organisationstalent, Durchhalte- und Durchsetzungsvermögen.

### Die Theosophische Gesellschaft

#### Die Anfänge
Nachdem Tingley 1893 bei einer Armenhausspeisung William Quan Judge, den Leiter der amerikanischen Sektion der Theosophischen Gesellschaft (ASTG) kennengelernt hatte, änderte sich ihr Leben grundlegend. Bisher hatte sie ihre Hilfeleistungen eher planlos verfolgt und dort geholfen, wo es ihr am dringendsten erschien. Die Gedanken der Theosophie, die ihr Judge nun vermittelte, erkannte sie im Grunde ihres Herzens als ihre eigenen und die gut durchorganisierte Theosophische Gesellschaft (TG) stellte die ideale Plattform zur Verwirklichung ihrer weitreichenden Ideen dar. Am 13. Oktober 1894 trat sie der TG bei, und bereits am 27. Oktober 1894 wurde sie in die Esoterische Sektion aufgenommen. Bei der folgenden Trennung der ASTG von der TG, am 28. April 1895, blieb Tingley bei Judge und der neu gegründeten Theosophical Society in America (= Theosophische Gesellschaft in Amerika (TGinA)), der Judge nun als Präsident vorstand. In dieser Zeit entwickelte sich eine enge Zusammenarbeit zwischen Tingley und Judge und als Judge am 21. März 1896 starb, erschien Tingley, trotz ihrer kurzen Mitgliedschaft bei der TG, als eine in Frage kommende Nachfolgerin.
Es folgte eine umstrittene Suche nach dem letzten Willen Judges bezüglich seiner Nachfolge und nach undurchsichtigen Erhebungen wurde Tingley zunächst inoffiziell als künftige Präsidentin fixiert. Offiziell wurde Ende April 1896 Ernest T. Hargrove als Präsident der TGinA gewählt, die eigentliche Eminenz im Hintergrund war jedoch von Anfang an Katherine Tingley, am 18. Februar 1898 wurde sie dann offiziell zur Präsidentin gewählt.
Bei Judge stand die Verwirklichung der esoterisch-okkult-religiösen Gedanken der Theosophie im Vordergrund, Tingley erweiterte dieses Gebäude um soziale und erzieherische Aspekte.

#### Reisen für die TG
Am 13. Juni 1896 begann Tingley eine 10-monatige Werbe-Weltreise für die Theosophie der TGinA. Bereits kurz nach ihrer Abreise von New York, begann sie noch auf dem Schiff mit ihrer Vortragstätigkeit. Auf ihrem Zug durch Europa machte sie auch in Deutschland Station, wo sie am 30. August 1896 auf der ersten Hauptversammlung der Theosophischen Gesellschaft in Europa (Deutschland), bei der Ernennung Franz Hartmanns zu deren Präsidenten, anwesend war. In der Schweiz traf sie im September 1896 mit Gottfried de Purucker zusammen, ihrem späteren Nachfolger. Purucker erwärmte Tingley auch für ein Grundstück nahe San Diego, das sie später kaufte und wo schließlich Lomaland entstehen sollte. Über Ägypten, Indien und Australien erreichte sie schließlich am 13. Februar 1897 in San Francisco wieder die USA. Neben ihren Vorträgen hatte sie zahlreiche theosophische Logen und Zentren gegründet, aber auch Armenspeisungen durchgeführt und Wohltätigkeitsorganisationen ins Leben gerufen. Weitere Welt- bzw. Europareisen folgten 1903/4, 1908, 1912, 1926 und 1929.
Wieder in New York, gründete sie dort im Rahmen der TGinA am 29. April 1897 die International Brotherhood League ((IBL) = Internationale Bruderschaftsliga). Im Rahmen der IBL rief sie im August 1898 die Sisters of Compassion (Schwestern des Mitgefühls) ins Leben, welche notleidende Menschen unterstützten. Die IBL errichtete u. a. in diesem Jahr ein Krankenhaus in Montauk, für verwundete amerikanische Soldaten aus dem Spanisch-Amerikanischen Krieg, da die medizinische Versorgung in der Armee damals äußerst mangelhaft war.

#### Neue Organisationsstruktur
Schon vorher, am 23. Februar 1897, hatte sie in Point Loma, bei San Diego in Kalifornien, die School for the Revival of the Lost Mysteries of Antiquity ((SRLMA) = Schule für die Wiederbelebung der vergessenen Mysterien des Altertums) gegründet. Am 13. Januar 1898 folgte in New York die Gründung der International Brotherhood Organisation (IBO =Internationale Bruderschaftsorganisation) und am 18. Februar 1898 wurde die TGinA in die IBO integriert. Tingley wurde an diesem Tag sowohl bei der TGinA, und hier auch bei der Esoterischen Sektion, als auch bei der IBO als Präsidentin gewählt. Beide Organisationen wurden von ihr umorganisiert und als Universal Brotherhood and Theosophical Society (UBTS) bekannt. Alle bereits bestehenden und auch die später noch gegründeten Organisationen vereinigte sie nun unter dem Dach der UBTS mit ihr selbst als Präsidentin. Dabei zentralisierte sie die wichtigen Kompetenzen in ihrer Person und „regierte“ die UBTS ab nun autokratisch. Sie verlegte am 13. Februar 1900 den Sitz der UBTS von New York nach Point Loma. Schon auf ihrer Werbe-Weltreise 1896/97 hatte Tingley die Theosophen dazu aufgerufen, sich in Point Loma anzusiedeln, da sie dort ein großes theosophisches Weltzentrum aufbauen wollte. Es gelang ihr auch, zahlreiche einflussreiche und vor allem vermögende Leute aus den USA für ihre Idee zu begeistern und einzuspannen.
Die Schattenseite an dieser Entwicklung war, dass sich bereits in den ersten Jahren ihrer Präsidentschaft mehrere theosophische Gruppen und Logen von der UBTS abwandten und eigene Organisationen gründeten. Diese Zersplitterung der Theosophischen Gesellschaft in Amerika wurde vor allem durch Tingleys absoluten Herrschaftsanspruch, aber auch ihre Hinwendung zu sozialen und erzieherischen Aufgaben ausgelöst, die Theosophie kam dabei für manche zu kurz. Näheres dazu auf TGinA.

#### Lomaland entsteht
Tingleys Lebenswerk entstand in Point Loma und wurde später als Lomaland bekannt und berühmt. Neben der theosophischen Zentrale entstand dort eine Schule, eine Akademie, ein College und eine Universität. Nach antikem griechischem Vorbild entstand ein Freilufttheater, daneben auch ein „normales“ Theater, Handwerksgebäude, eine Druckerei und ein Tempel. Wohnungen wurden errichtet, Gärten und Parks angelegt – kurz, es entstand ein richtiges Dorf, eine Gemeinschaft.
Wöchentliche Auftritte des Schulorchesters und die Theateraufführungen im Amphitheater, verbunden mit der ungewöhnlichen Architektur der Gebäude, stellten bald eine regelrechte Touristenattraktion dar, Neugierige aus allen Teilen des Landes strömten nach Lomaland und ihre begeisterten Schilderungen zogen neue Besucherströme an. Man könnte Lomaland in den 1920er-Jahren als eine frühe Form der Findhorn Community mit einem Schuss Disneyland bezeichnen.

#### Weltweite Expansion
Tingley ließ Tagesschulen und Internate an mehreren Orten der USA, Kuba, Großbritannien und Schweden errichten. Vor allem in Europa, aber auch Asien wurden theosophische Logen und Zentren gegründet, die alle eng mit der Zentrale in Point Loma verbunden waren und auf deren Entwicklung Tingley oft direkt Einfluss nahm. Auf der schwedischen Insel Visingsö entstand ab 1913 ihr europäisches Hauptquartier, daneben eine Schule und ein griechischer Tempel, in dem die Schüler unterrichtet wurden. Um dies verwirklichen zu können, ließ Tingley sogar, auf ihre Kosten, eine Stromleitung unter Wasser auf die Insel verlegen, ein Unternehmen, über das in damaliger Zeit mehrere Zeitungen berichteten. Die Inselbewohner ehrten Tingley für ihre vielen Wohltaten, in dem sie 1993 ein Fährschiff auf den Namen „M:me Tingley“ (= Madame Tingley) tauften.

#### Ein schweres Erbe
Tingley hatte den Lomaland-Besitz, immerhin rund 132 Hektar, 1897 auf Kredit gekauft. In den folgenden Jahren wurden Spenden und Einnahmen hauptsächlich für den Aufbau von Gebäuden und zur Deckung der laufenden Kosten verwendet. Bei ihrem Ableben 1929 war Lomaland noch erheblich verschuldet, dazu kam in diesem Jahr die Weltwirtschaftskrise, wodurch die UBTS schließlich praktisch Bankrott war. Tingleys Nachfolger, Gottfried de Purucker, übernahm daher ein schweres Erbe und nur durch drastische Sparmaßnahmen, konnte es bis 1942 die Schulden zurückzahlen, schließlich wurde Lomaland in diesem Jahr doch von ihm aufgegeben.

### Im Einsatz für den Weltfrieden
Im Rahmen der von ihr gegründeten und geleiteten International Brotherhood Organisation (IBO) engagierte sie sich weltweit für den Frieden. Dabei nahm sie an zahlreichen Tagungen teil, sprach auf Kongressen, appellierte an Politiker und publizierte Friedensaufrufe. Am 3. März 1913 gründete sie, in Vorahnung des Ersten Weltkrieges, das Parliament for Peace and Universal Brotherhood (Parlament für Weltfrieden und Weltverbrüderung). Sie initiierte mehrere Friedenskongresse, am 13. April 1913 in Point Loma, vom 22. bis 29. Juni auf Visingsö, am 13. September in Stockholm und am 6. Oktober im englischen Brighton. In San Diego hielt sie am 28. September 1914 den Sacred Peace Day for the Nations (Heiliger Friedenstag für die Nationen) ab. Bei US-Präsident Woodrow Wilson protestierte sie 1917 gegen den Kriegseintritt der USA, gleichzeitig stemmte sie sich gegen die Einziehung der Lomaland-Schüler und -Studenten zur Armee. Sie warnte vor den Folgen der Balfour-Deklaration und warf Woodrow Wilson Wortbruch wegen des ungerechten 14-Punkte-Programms vor. Tingley kämpfte auch für die Abschaffung der Todesstrafe, in den US-Bundesstaaten Arizona und Kalifornien hatte sie damit kurzzeitig Erfolg, dann wurde diese jedoch wieder eingeführt.

## Tod und Nachfolge
Während einer Europareise kam bei einer nächtlichen Autofahrt nahe Osnabrück am 31. Mai 1929 ihr Fahrer von der Straße ab und prallte bei einer Brücke gegen einen steinernen Uferdamm. Tingley wurde bei diesem Unfall schwer verletzt und erholte sich nicht mehr davon. Ihrem Wunsch entsprechend, transportierte man sie ins europäische Hauptquartier auf der Insel Visingsö, wo sie am 11. Juli 1929 an den Folgen des Autounfalles starb. Ihr Leichnam wurde in einem Krematorium verbrannt. Die Hälfte der Asche wurde nach Point Loma gebracht, während der Rest auf Visingsö verblieb. Die Nachfolge bei der UBTS übernahm Gottfried de Purucker.

## Werke (Auswahl)
- Das zukünftige Zusammenwirken Deutschlands und Amerikas, Der 23. Weltfriedens-Kongress zu Berlin. Parlament für Weltfrieden und Weltverbrüderung, Point Loma 1925.
- Der Wein des Lebens. Bohmeier, Lübeck 2002, ISBN 3-89094-378-0.
- Die Götter warten. Theosophical University Press, Pasadena 1995, ISBN 3-930623-17-X.
- Die Mysterien der Herzenslehre, Rückblick und Ausblick auf die theosophische Bewegung. Heller, Nürnberg 1908.
- Theosophie, der Pfad des Mystikers, "Kettenglieder für die eigene Schmiedearbeit", aus den Vorträgen und Schriften. Verlag Esoterische Philosophie, Hannover 1986, ISBN 3-924849-27-7.